# Paraphlepsius operculatus
Paraphlepsius operculatus är en insektsart som beskrevs av Ball 1927. Paraphlepsius operculatus ingår i släktet Paraphlepsius och familjen dvärgstritar. Inga underarter finns listade i Catalogue of Life.